# دوري كرة القدم الإنجليزي 1932–33
دوري كرة القدم الإنجليزي 1932–33 (بالألمانية: Football League First Division 1932/33) هو موسم من دوري كرة القدم الإنجليزي. أقيم خلال الفترة 27 أغسطس 1932 وحتى 6 مايو 1933، وفاز فيه نادي أرسنال.